# Barnens Bibel
Barnens Bibel (nederländska: Kleuter vertelboek voor de bijbelse geschiedenis) är en bibelparafras skriven av den nederländske författaren Anne de Vries i början av 1940-talet. Boken gavs dock ut först 1948, efter andra världskrigets slut. Den första svenska översättningen gjordes av Britt G. Hallqvist och kom ut 1961. I början av 1980-talet gjordes en nyöversättning av Ylva Eggehorn. De svenska utgåvor som använde Britt G. Hallqvists översättning, liksom tidigare utgåvor av Eggehorns översättning, hade illustrationer i form av karakteristiska kantiga streckteckningar av Hermine F. Schäfer. Senare utgåvor av Eggehorns översättning är illustrerade i en färgglad och detaljrik stil av Fred Apps. Barnens Bibel är den mest spridda barnbibeln i Sverige – 2010 hade Svenska kyrkan delat ut 850 000 sålda exemplar.